# Алоїз Бауер
Алої́з Ба́уер (нім. Alois Bauer; нар. 23 липня 1794 — пом. 1 січня 1872) — відомий австрійський композитор.

## Біографія
Народився у сім'ї Франца Бауера та його дружини Елізабет в місті Ротте. Протягом багатьох років він активно виконував обов'язки керівника хору в церкві Св. Егідія у маленькому австрійському містечку Клагенфурт. Композитор написав багато духовних творів, які завдяки простоті музичної мови були зрозумілими для прихожан. Алоїз Бауер є автором «Різдвяної німецької меси» і «Різдвяної пасторальної меси», які були довгий час улюбленими церковними творами в Австрії.

## Вибрані твори
- Аве Марія сі-бемоль / Ave Maria in B flat. Choir, strings and bc
- Пасторальна меса / Pastoralmesse in C. Soprano, alto, tenor, bass, orch and organ. 1840. op27[6]
- Requiem in E flat major
- Requiem in G minor[7]
- Мала латинська меса / Small Latin Mass (organ)

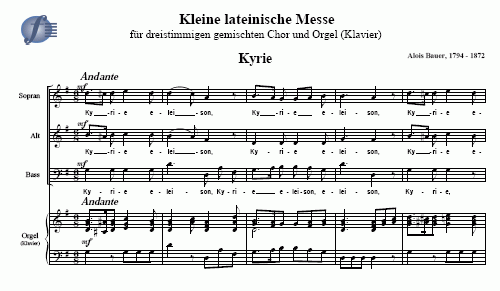
Уривок з Малої Латинської меси